# Вулиця Дудка
Ву́лиця Дудка́ (рос. Улица Дудко́) — вулиця в Невському районі Санкт-Петербурга, яка обмежена проспектом Обуховської оборони та вулицею Сєдова. Наскрізний проїзд на ділянці від проспекту Обуховської оборони до вулиці Бабушкіна відсутній.[джерело?]

## Історія
Вулиця названа на честь Героя Радянського Союзу танкіста Ф. М. Дудка (1911—1940). У серпні 1940 року Олександрівський проспект перейменовано на проспект Дудка. У 1956 році до складу вулиці включено колишній Олександрівський провулок. З травня 1965 року — вулиця Дудка.

## Перетин
Перетинає такі вулиці:
- вулиця Бабушкіна

## Пам'ятки
- Пролетарський завод
- Військовий госпіталь МВС Росії
- Санкт-Петербурзький Технікум Залізничного Транспорту «СПТЗТ»
- Навчальний посібник «Паровоз»
- Жовтневий електровагоноремонтний завод
- Британсько-американська церква при Олександрівському головному механічному заводі. Побудована в 1901 році. Виявлений пам'ятник.